# Politodorcadion eurygyne
Politodorcadion eurygyne là một loài bọ cánh cứng trong họ Cerambycidae.